# Cvetke
Cvetke (Servisch cyrillisch Цветке) is een plaats in de Servische gemeente Kraljevo. De plaats telt 1070 inwoners (2002).